# Oda van Meißen
Oda van Meißen (circa 996 - na 1025) was van 1018 tot april 1025 hertogin-gemalin en van april tot juni 1025 de eerste koningin-gemalin van Polen.

## Levensloop
Oda was het oudste kind van markgraaf Ekhard I van Meißen uit diens huwelijk met Swanhilde, dochter van hertog Herman Billung van Saksen.
Op 30 januari 1018 werd het Verdrag van Bautzen tussen keizer Hendrik II van het Heilige Roomse Rijk en hertog Bolesław I van Polen ondertekend. De Poolse hertog was de overduidelijke winnaar van het conflict met het Heilige Roomse Rijk, omdat hij in staat was om zijn soevereiniteit te behouden over de betwiste markgraafschappen Lausitz en Meißen, die nu onderdeel werden van de Poolse gebieden, en omdat hij van de keizer militaire steun kreeg in zijn expeditie tegen het Kievse Rijk. Tijdens de vredesonderhandelingen in het kasteel van Ortenburg werd ook beslist dat Bolesław I, op dat moment weduwnaar, via een huwelijk zijn dynastieke banden met de Duitse adel zou verbeteren. De uitgekozen bruid was Oda, dochter van de in 1002 overleden markgraaf Ekhard I van Meißen, een vroegere bondgenoot van de Poolse hertog. Het huwelijk vond plaats op 3 februari 1018, drie dagen na de ondertekening van het Verdrag van Bautzen, in het kasteel van Cziczani. Het echtpaar kreeg een dochter Mathilde (circa 1018 - na 1036).
Het huwelijk van Oda en Bolesław I was waarschijnlijk niet erg gelukkig. De belangrijkste redenen daarvoor waren het grote leeftijdsverschil tussen het echtpaar – Bolesław was maar liefst dertig jaar ouder dan haar – en de affaire die Bolesław had met Predslava, dochter van grootvorst Vladimir van Kiev. Nog een andere mogelijke reden was het kennelijk losbandige leven dat Oda voor haar huwelijk leidde.
Volgens de 15e-eeuwse kroniekschrijver Jan Długosz werd Oda op 18 april 1025 aan de zijde van haar echtgenoot tot koningin van Polen gekroond. Dit is echter slechts een vermoeden dat door middeleeuwse bronnen werd opgemerkt. Enkele maanden later, op 17 juni 1025, overleed Bolesław I. Het verdere lot van Oda en de plaats waar ze werd begraven zijn niet bekend.
- Gemeinsame Normdatei: 1193598982
- Virtual International Authority File: 1667156762901841300003